# Departamentos Llanistos
Se denomina Departamentos Llanistos a seis de los dieciocho departamentos en los que se divide la provincia argentina de La Rioja. Debido a sus particulares características geográficas e históricas, también se suele referir a esta región como “Llanos Riojanos”.

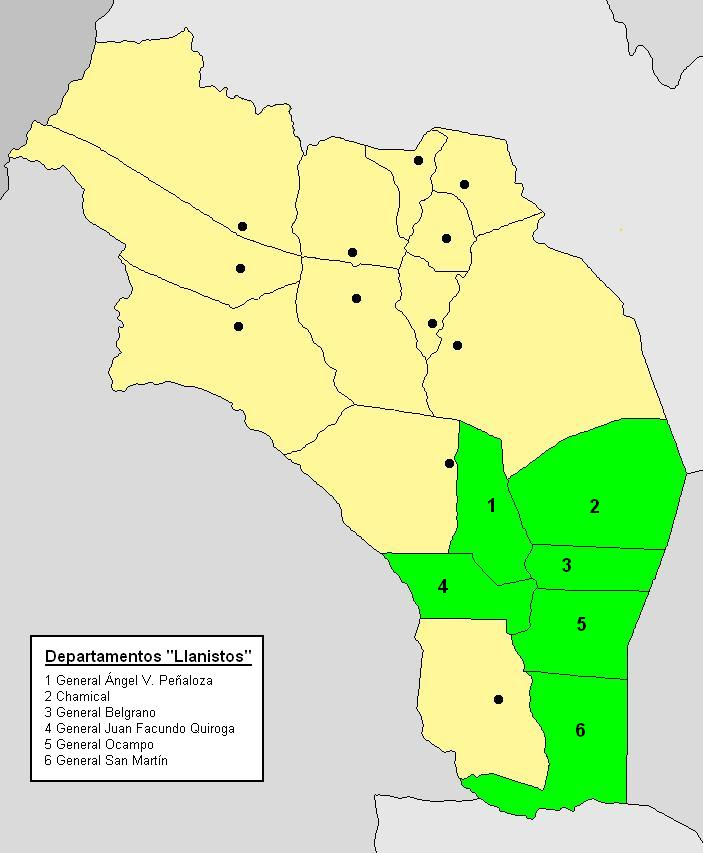
Región de Los Llanos o Departamentos Llanistos

## Departamentos
Los departamentos llanistos son seis: Chamical, General Belgrano, General Ángel Vicente Peñaloza, General Ocampo, General Juan Facundo Quiroga y General San Martín. Oficialmente, el gobierno provincial considera que los tres primeros forman parte de la Región 5 o Llanos del Norte (junto al departamento Independencia) mientras que los tres últimos integran, junto al departamento Rosario Vera Peñaloza, la Región 6 o Llanos del Sur.

## Geografía

### Población
Según el Censo 2010, la población sumada de los seis departamentos llanistos era de 39.621 habitantes, un 12% del total de la provincia. El más habitado de ellos es el departamento Chamical.
| DEPARTAMENTO                   | POBLACION |
| ------------------------------ | --------- |
| Chamical                       | 13.328    |
| General Belgrano               | 7.402     |
| General Ángel Vicente Peñaloza | 3.074     |
| General Ocampo                 | 7.139     |
| General Juan Facundo Quiroga   | 4.096     |
| General San Martín             | 4.582     |
| TOTAL                          | 39.621    |

### Sismicidad
La sismicidad de la región de La Rioja es frecuente y de intensidad baja, y un silencio sísmico de terremotos medios a graves cada 30 años en áreas aleatorias. Sus últimas expresiones se produjeron:
- 12 de abril de 1899 (125 años), a las 16.10 UTC-3 con 6,4 Richter; como en toda localidad sísmica, aún con un silencio sísmico corto, se olvida la historia de otros movimientos sísmicos regionales (terremoto de La Rioja de 1899)
- 24 de octubre de 1957 (67 años), a las 22.07 UTC-3 con 6,0 Richter (terremoto de Villa Castelli de 1957): además de la gravedad física del fenómeno se unió el olvido de la población a estos eventos recurrentes
- 28 de mayo de 2002 (22 años), a las 0.03 UTC-3, con 6,0 escala Richter (terremoto de La Rioja de 2002)[3]

## Historia
La región está íntimamente ligada a los caudillos federales riojanos del siglo XIX como Felipe Varela, Ángel “Chacho” Peñaloza y Facundo Quiroga, a quién precisamente se llamaba “El Tigre de los Llanos”.

## Turismo
Entre los principales atractivos turísticos de los departamentos llanistos se encuentran la casa natal de Facundo Quiroga, ubicada en el pueblo de San Antonio, la ciudad de Olta y el pueblo de El Cadillo, en el departamento San Martín, que ostenta el curioso privilegio de pertenecer simultáneamente a tres provincias (La Rioja, San Luis y Córdoba).